# 保护作品完整权
保护作品完整权是指保护作品的内容、观点等不受歪曲、篡改的权利。根据这一权利，作者有权保护其作品的完整性，保护其作品不被他人丑化，不被他人作违背其思想的删除、增添或其他损害性的变动。
根据《中华人民共和国著作权法》构成侵犯保护作品完整权，原告可以请求停止侵权、赔礼道歉、赔偿精神损失。